# Ewelina Kaufmann
Ewelina Kaufmann – reżyser.

## Życiorys
Absolwentka warszawskiej Akademii Teatralnej, od 1999 roku prowadzi autorską grupę teatralną "Teatr la M.ort". Jako reżyser ma na swoim koncie 11 premier. Spektakle Teatru La M.ort były nagradzane na festiwalach oraz prezentowane na scenach w kraju i za granicą.

## Nagrody
- wyróżnienie Łódzkich Spotkań Teatralnych 1999 ("Samotność")
- I Miejsce na III Międzynarodowym Festiwalu Działań Teatralnych i Plastycznych "Zdarzenia" Tczew- Europa 2002 ("Wszystko zamiast")
- główna nagroda Łódzkich Spotkań Teatralnych 2002 ("Wszystko zamiast")
- nagroda za reżyserię i pracę z aktorem Łódzkich Spotkań Teatralnych 2003 ("Następni")
- nagroda im. Zbigniewa Krawczykowskiego przyznana przez Rektora Akademii Teatralnej im. A.Zelwerowicza Ewelinie Góral (Kaufmann) za wyróżniające osiągnięcia w pierwszych latach po ukończeniu studiów (Warszawa, październik 2005).